# Turnicidae
Los turnícidos o torillos (Turnicidae) son una familia del orden Charadriiformes que viven en las regiones cálidas de Europa, Asia, África y Australasia. Tienen un aspecto similar al de las codornices, aunque no están relacionados con ellas. 
Los torillos son aves pequeñas y rechonchas de tonos parduzcos. Son principalmente terrestres y evitan volar, salvo frente a peligros inminentes. Las hembras presentan colores más llamativos que los machos y son las que inician el cortejo. Las hembras generalmente son poliándricas, se aparean con varios machos y expulsan a las hembras rivales de su territorio. Ambos sexos cooperan en la construcción del nido en el suelo, pero solo el macho se encarga de la incubación de los huevos y la cría de los polluelos. Los huevos suelen eclosionar tras un periodo de 12 o 13 días, y los polluelos son capaces de volar al cabo de dos semanas más.

## Descripción
Exteriormente, los torillos se parecen mucho a las codornices, que pertenecen a las aves gallináceas. Son aves pequeñas, terrestres, de 10 a 23 cm de largo y con un peso de 20 a 130 g. Son de constitución robusta, tienen patas poderosas, una cola corta y un pico corto. El pico tiene una forma inconsistente: delgado y puntiagudo en las especies principalmente insectívoras, grueso y romo en los comedores de semillas. La pata es tridáctila, lo que significa que tiene tres dedos que apuntan hacia adelante y ningún dedo hacia atrás. Esta es una clara diferencia con la pata anisodactilia (cuatro dedos, incluido un dedo trasero) de los Galliformes.
El plumaje se mantiene en colores discretos. Predominan los tonos marrones y grises, a menudo con un toque negro o jaspeado. La coloración garantiza un camuflaje efectivo , lo que hace que las aves sean difíciles de detectar en el suelo. La parte inferior es siempre de color más claro. En las hembras, el contraste entre las partes negras y grises o marrones del plumaje es mucho más pronunciado que en los machos.
Los polluelos también muestran dimorfismo sexual inverso. La hembra es significativamente más grande, pero sobre todo hay claras diferencias en la anatomía interna: en la hembra, la tráquea y el esófago están significativamente agrandados. La tráquea ensanchada se utiliza para producir sonidos de largo alcance, utilizando el esófago como cuerpo de resonancia. Estos sonidos se hacen con el pico cerrado y, según la especie, se presentan en forma de arrullo de paloma, rugido sordo o mugido de bovino. Se pueden escuchar a largas distancias, pero son difíciles de localizar. Los machos no tienen tales órganos diseñados y no pueden emitir estos sonidos. Sin embargo, al igual que las hembras, emiten cacareos o silbidos suaves.
Los torillos son capaces de volar y usan esta habilidad en mucha mayor medida que las aves gallináceas. Su vuelo revoloteante no es muy ágil, pero las aves son persistentes y pueden volar largas distancias. Pero solo lo hacen por la noche. Durante el día, los polluelos solo vuelan cuando hay peligro. Se cree que la razón de este comportamiento es que el vuelo lento hace que los polluelos sean más vulnerables a los depredadores y que el peligro sea menor durante la noche.
La característica de muchas, pero no todas, las especies de torillos es también una forma peculiar de locomoción. Los pájaros se detienen en su andar y mueven sus cuerpos de un lado a otro antes de dar otro paso hacia adelante. Esta locomoción vacilante recuerda más a los camaleones .

## Distribución geográfica y hábitat

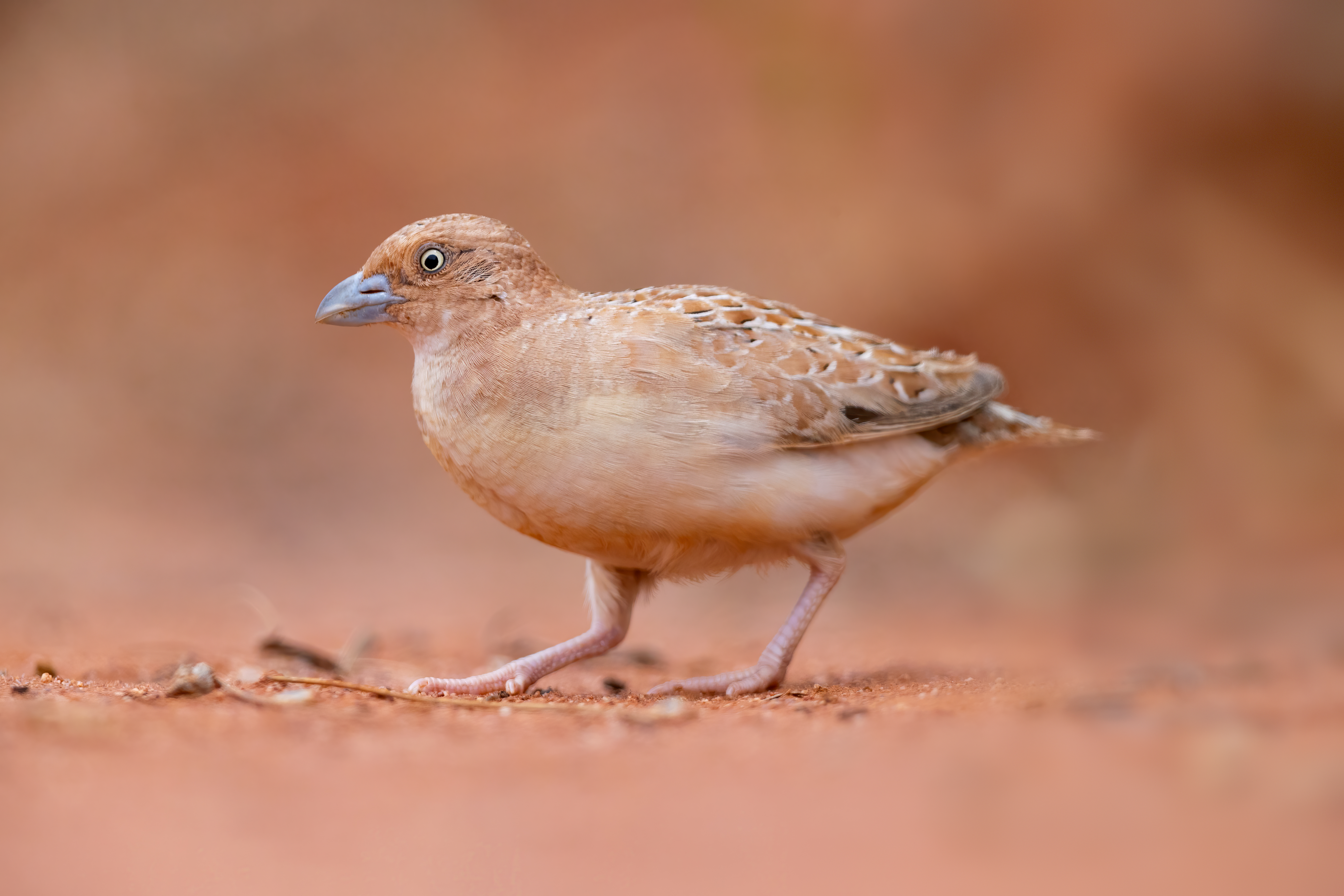
El torillo veloz (Turnix velox) es una especie endémica de Australia.

Los torillos viven principalmente en las partes cálidas del Viejo Mundo. Tres especies habitan en el África subsahariana, una en la isla de Madagascar, cinco en el sur y este de Asia y ocho en la región oceánica australiana. El torillo común es la única especie que también está representada en Europa, concretamente relictamente en el sur de España y Portugal. Esta especie también tiene su principal área de distribución en África y Asia.
El hábitat está formado por hábitats abiertos como sabanas y semidesiertos. La disponibilidad de agua no es un requisito para muchas especies, ya que obtienen suficiente líquido de sus alimentos. A raíz de los humanos, los urogallos también han adoptado tierras agrícolas como hábitat. Una excepción es la pintada de pecho negro, que evita los espacios abiertos y vive en la densa selva tropical australiana.
Entre los torillos hay aves residentes y migratorias. Sin embargo, las especies sedentarias también deambulan ampliamente. Las verdaderas aves migratorias incluyen el torillo de nuca roja, cuyas poblaciones del norte migran al sudeste asiático desde Corea y el norte de China, y el torillo de varios colores, que migra desde Victoria a partes más al norte de Australia. Durante la migración, muchos torillos se encuentran en hábitats que en realidad son atípicos para la especie en cuestión.

## Forma de vida

### Actividad
Los torillos son principalmente diurnos. La búsqueda de alimento siempre se realiza durante el día, preferentemente en las primeras horas de la mañana y al final de la tarde. Por la noche se realizan migraciones, como ocurre con las aves migratorias entre los torillos. En tiempos no migratorios, los torillos duermen en el suelo por la noche. Los huecos en el suelo sirven como lugares para dormir.
Debido a que los torillos confían en sus colores de camuflaje, permanecen inmóviles en el suelo cuando los enemigos se acercan. Solo en caso de peligro extremo vuelan con un arranque explosivo. Debido a su estilo de vida sigiloso, los torillos rara vez se ven y son poco conocidas. Es más probable que se perciban las vocalizaciones de las hembras.

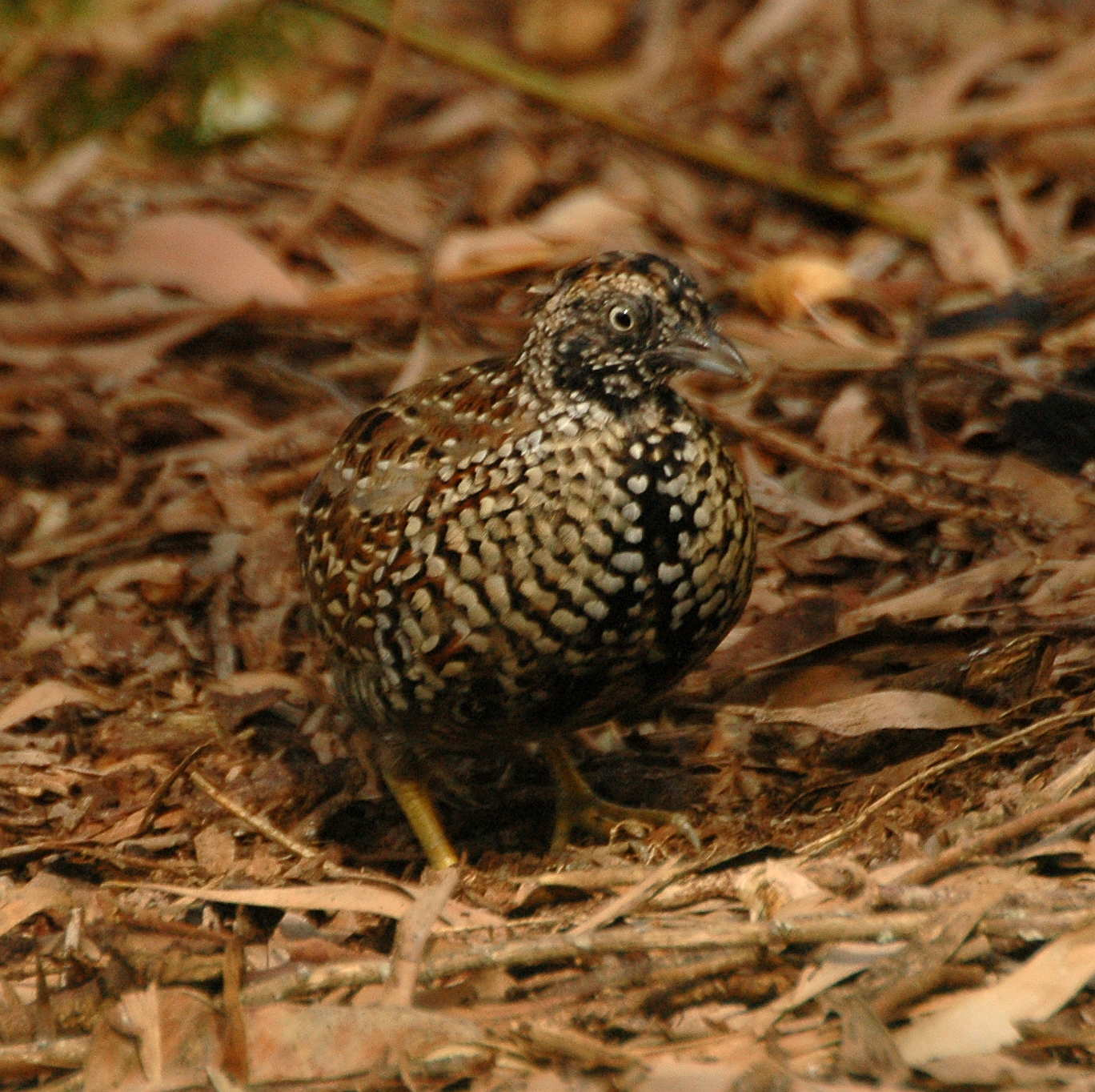
El torillo pechinegro (Turnix melanogaster) es la única especie de la familia que habita en la selva.

### Alimentación
Los torillos no están especializados en lo que respecta a la alimentación y comen tanto plantas como animales. En el caso de las plantas, las semillas son el alimento principal, junto con las yemas, las bayas y los brotes, y en el caso de los animales, casi exclusivamente los insectos. Especialmente en las regiones áridas, las termitas constituyen una gran parte de la dieta. Si bien ninguna especie está especializada para una dieta particular, existen diferencias en las preferencias; algunas especies comen principalmente insectos, otras principalmente granos.
Muchas especies de torillos tienen una forma notable de patear el suelo cuando buscan alimento. Solo se usa un pie, mientras que el ave gira alrededor de su propio eje, saltando sobre una pata.
Como otras aves, tragan arena y piedras pequeñas para ayudar a digerir los alimentos (gastrolitos). Si hay agua disponible, los torillos la usan, pero en las regiones áridas pueden prescindir del agua y luego obtener sus necesidades líquidas de los alimentos.

### Reproducción
El dimorfismo sexual inverso de la pintada también es evidente en la reproducción, donde las hembras son las parejas más activas en todos los aspectos, asumiendo el papel que desempeña el macho en la mayoría de las demás aves, y viceversa. Las hembras son activas en la búsqueda de pareja y el cortejo, mientras que los machos son los principales responsables de incubar los huevos y criar a las crías. Si bien la monogamia estacional ocurre en algunas especies (incluido el urogallo común, por ejemplo), la estrategia reproductiva dominante en la familia es la poliandria, con una hembra que se aparea con varios machos en una temporada de reproducción.
En las especies monógamas, la hembra participa en la incubación al menos en la fase inicial, a veces hasta el final, y muy raramente en la crianza de las crías. En las especies con poliandria, la hembra busca un nuevo macho después de poner sus huevos, dejando toda la incubación al macho. Estas especies pueden poner huevos de diferentes machos hasta siete veces en una temporada. La temporada de reproducción cae en primavera y verano para las especies templadas y en la temporada de lluvias para las especies tropicales.
Durante el cortejo , las hembras emiten sus llamadas en auge. Mantienen un territorio que defienden agresivamente contra otras hembras. Cuando se atrae a un macho, se produce una breve ceremonia de apareamiento, durante la cual se produce el paso vacilante, el aseo y el paso de la comida de la hembra al macho descritos anteriormente. También hay cópula simulada múltiple, en la que la hembra monta al macho. Esto precede al apareamiento real, en el que el macho se sube a la hembra.
Como nido, se cava un pequeño hueco debajo de un arbusto, que se coloca con hierba. Los huevos varían en tamaño desde 18 × 15 mm hasta 29 × 24 mm. Son de color blanco o beige y tienen numerosas manchas oscuras. La puesta consta de dos huevos en el caso del polluelo de tierra de alondra, en todas las demás especies de cuatro a cinco, en casos raros hasta siete huevos. Se incuban de doce a quince días. Este es el período de incubación más corto de cualquier ave precoz .
Los polluelos nacen con un plumaje suave e inmediatamente siguen al macho. Se alimentan durante una semana antes de que puedan buscar comida por sí mismos. Cuando se sienten amenazados, los polluelos se ponen rígidos, mientras que el macho finge estar herido para atraer la atención del atacante. Los jóvenes de muy rápido crecimiento pueden volar a la edad de dos semanas y son completamente independientes a la edad de cuatro semanas.
Los torillos solo tienen una esperanza de vida corta. Debido a la gran cantidad de enemigos (sobre todo aves rapaces, pequeños depredadores), rara vez superan los dos o tres años. Compensan esta desventaja con una alta tasa de reproducción. La vida útil potencial en ausencia de enemigos es mucho mayor. En cautiverio, los torillos viven hasta nueve años.

## Taxonomía
El género Turnix fue introducido en 1791 por el naturalista francés Pierre-Joseph Bonnaterre. El nombre del género es una abreviatura del género Coturnix eliminando la sílaba inicial.  La especie tipo fue posteriormente designada el torillo andaluz (Turnix sylvaticus).
Externamente, los torillos se parecen a los Galliformes e inicialmente se clasificaron como tales. Sin embargo, pronto se reconoció que no había ninguna relación, ya que la anatomía interna es completamente diferente. En el pasado, los torillos también se asignaron a las aves voladoras, palomas y paseriformes, pero sobre todo con las Gruiformes, ya que se creía que tenían características similares.
Tradicionalmente se clasificaron dentro de los órdenes Gruiformes o Galliformes. Los taxonomía de Charles Sibley-Ahlquist los elevaron a la categoría de orden, como Turniciformes, basal respecto a otras Neoaves, tanto porque su acelerada tasa de evolución molecular excedía los límites de sensibilidad de la técnica de hibridación del ADN, como porque los autores no realizaron las comparaciones de pares apropiadas. Los estudios genéticos posteriores (Paton, et al. 2003, Fain y Houde 2004, Hackett et al. 2008) indican que los turnícidos pertenecen al orden Charadriiformes. Al parecer son un grupo antiguo del grupo, como indican el fósil del Oligoceno inferior Turnipax y los datos moleculares recopilados.
Más tarde se incluyeron en su propio orden, los Turniciformes. Recientemente, ha habido indicios de una relación con los chorlitejos (Charadriiformes), que fueron confirmados por el descubrimiento del esqueleto de Turnipax . Por lo tanto, el Comité Ornitológico Internacional clasifica ahora a la codorniz botonera como una especie de chorlito.
El popòrocó (Pedionomus torquatus), que en el pasado se consideraba a menudo miembro o pariente cercano de los torillos, no está emparentado con ellas según los conocimientos actuales.

### Especies
La familia Turnicidae contiene dos géneros:
- Turnix (16 especies)
  - Turnix castanotus - torillo dorsicastaño;
  - Turnix everetti - torillo de Sumba;
  - Turnix hottentottus - torillo hotentonte;
  - Turnix maculosus - torillo moteado;
  - Turnix melanogaster - torillo pechinegro;
  - Turnix nanus - torillo de rabadilla negra;
  - Turnix nigricollis - torillo malgache;
  - Turnix ocellatus - torillo ocelado;
  - Turnix olivii - torillo de Robinson;
  - Turnix pyrrhothorax - torillo pechirrufo;
  - Turnix suscitator - torillo batallador;
  - Turnix sylvaticus - torillo andaluz;
  - Turnix tanki - torillo tanki;
  - Turnix varius - torillo pintojo;
  - Turnix velox - torillo veloz;
  - Turnix worcesteri - torillo de Worcester;
- Ortyxelos (1 especie)
  - Ortyxelos meiffrenii - torillo alaudino.

## Relación con el ser humano
Para los humanos, los torillos rara vez han tenido mayor importancia. En el sur de Asia en particular, fueron cazados y comidos junto con otras aves. En el sudeste asiático, las hembras a veces son entrenadas para pelear (de ahí el nombre de "codorniz de pelea").
La mayoría de las especies son comunes y no están amenazadas. La UICN enumera tres especies en una categoría de peligro de extinción: el torillo de pecho ocre como amenazada en peligro de extinción, y el torillo de Sumba y el torillo pechinegro como amenazados en estado vulnerable.